# Das Grab ist leer, der Held erwacht

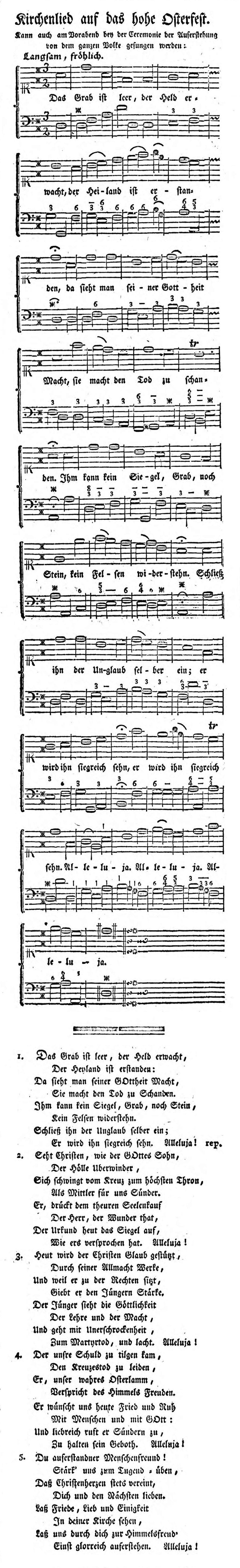
Das Grab ist leer, der Held erwacht, Fassung des Erstdrucks, Landshut 1777, Melodie mit beziffertem Bass

Das Grab ist leer, der Held erwacht ist ein katholisches Kirchenlied zum Osterfest. Das erstmals 1777 im Landshuter Gesangbuch gedruckte Lied ist in unterschiedlichen Text- und Melodiefassungen in zahlreichen Gotteslob-Diözesanteilen enthalten. In vielen katholischen Gemeinden des deutschen Sprachgebiets ist das Osterhochamt ohne Das Grab ist leer undenkbar.

## Ursprung
1777 erschien in Landshut das Gesangbuch Der heilige Gesang zum Gottesdienste in der römisch-katholischen Kirche mit deutschsprachigen Gebeten und Gemeindeliedern für Messfeier und Andacht. Den Textteil verantwortete Franz Seraph von Kohlbrenner, den musikalischen Norbert Hauner. Das Buch, das keine Verfasserangaben bietet, enthält zahlreiche Texte und Melodien, für die ältere Drucke und andere Urheber nachweisbar sind; bei denjenigen, die hier zum ersten Mal erscheinen, geht man davon aus, dass Kohlbrenner und Hauner die Autoren sind.

## Text
Das Grab ist leer, der Held erwacht ist weder die Übertragung eines lateinischen Hymnus noch die Bearbeitung eines protestantischen Kirchenlieds, sondern eine Neuschöpfung, teilweise inspiriert von der Sprache Klopstocks, jedoch ohne dessen Künstlichkeit. Die Auferstehung Jesu wird in den fünf achtzeiligen Strophen mit abschließendem Halleluja als „Siegel“ seines Erdenwirkens und seiner Gottessohnschaft, als Ansporn zum „Tugendüben“ und als Unterpfand der eigenen Auferstehung besungen.
Von Kohlbrenners Text ist heute nur noch die erste Strophe gebräuchlich, meist ergänzt durch zwei weitere, die sich erstmals 1866 in einem Münsteraner Diözesangesangbuch finden:
1. Das Grab ist leer, der Held erwacht,

der Heiland ist erstanden!

Da sieht man seiner Gottheit Macht,

sie macht den Tod zuschanden.

Ihm kann kein Siegel, Grab, noch Stein,

kein Felsen widerstehn;

schließt ihn der Unglaub selber ein, 1

er wird ihn siegreich sehn.

Halleluja!

2. Wo ist dein Sieg, o bittrer Tod? 2

Du selber musst erbeben;

der mit dir rang, ist unser Gott,

Herr über Tod und Leben. 3

Verbürgt ist nun die Göttlichkeit

von Jesu Werk und Wort,

und Jesus ist im letzten Streit

für uns ein sichrer Hort.

Halleluja!

3. Dir danken nun, Herr Jesus Christ,

die Völker aller Zungen,

dass du vom Tod erstanden bist,

das Heil uns hast errungen.

Herr, bleib bei uns, wenn’s Abend wird, 4

dass wir nicht irregehn!

So wird die Herde wie der Hirt

einst glorreich auferstehn.

Halleluja!

## Melodie
Die Melodieⓘ in feierlichem Dreierrhythmus wirkt vor allem durch ihren fanfarenartigen Anfang. Mit dem appellativen Quartsprung zur Tonika beginnen außer der ersten auch die Melodiezeilen 3, 5 und 7.
Im Bistum Münster wird die letzte Textzeile nicht wiederholt. Im Erzbistum Paderborn wird eine geradtaktige Melodiefassung gesungen.